# Gloeosoma truncatus
Gloeosoma truncatus är en skalbaggsart som först beskrevs av Leconte 1852.  Gloeosoma truncatus ingår i släktet Gloeosoma och familjen punktbaggar. Inga underarter finns listade i Catalogue of Life.